# Galeries nationales du Grand Palais

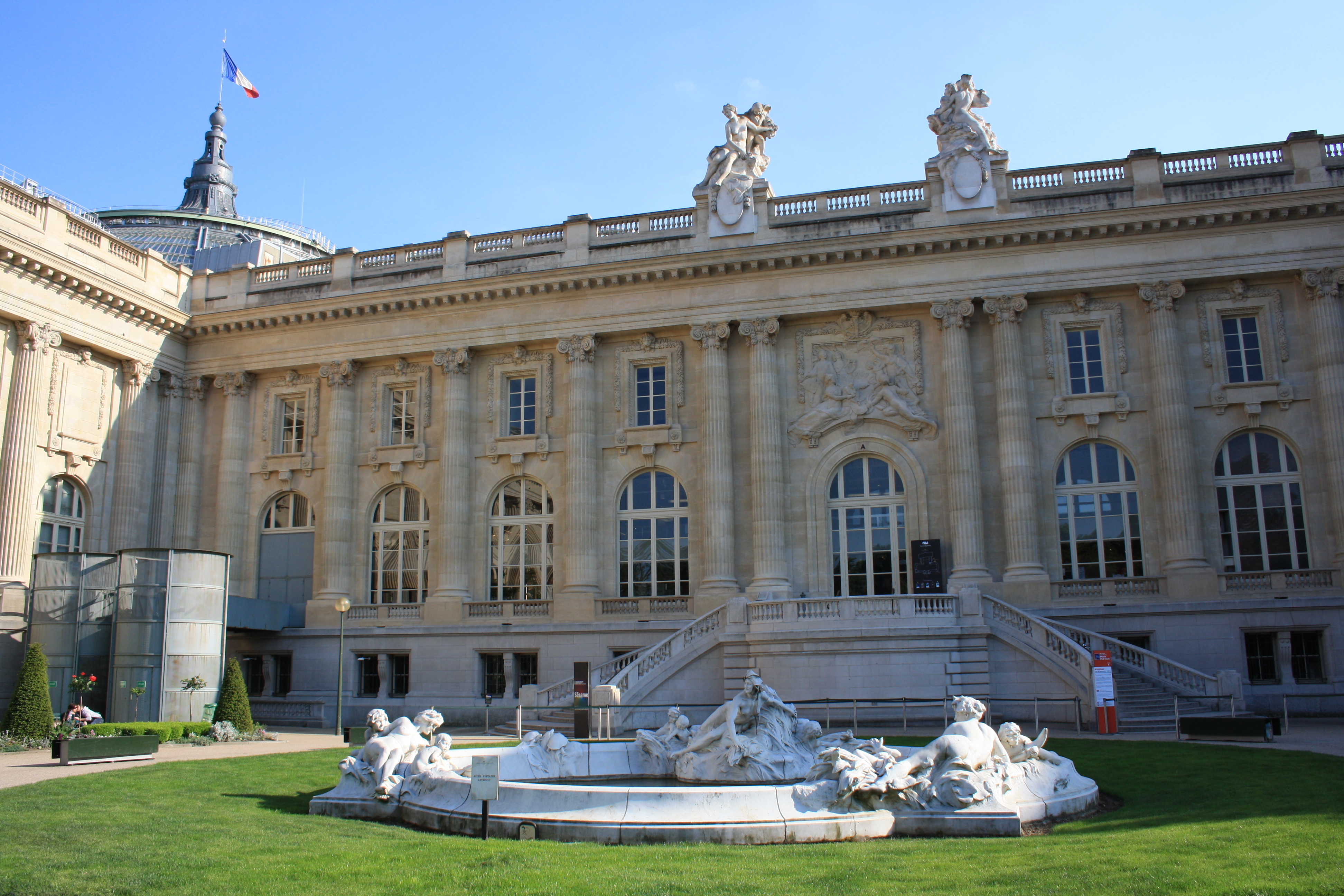
Nordflügel des Grand Palais, Eingang zu den Galeries nationales

Die Galeries nationales du Grand Palais sind Ausstellungsräume der Réunion des musées nationaux et du Grand Palais des Champs-Élysées. Die für Kunstausstellungen genutzten Galerieräume befinden sich im Nordflügel des Grand Palais in Paris.

## Beschreibung
Der Grand Palais wurde zur Pariser Weltausstellung 1900 unter der Leitung des Architekten Charles Girault nahe der Avenue des Champs Élysées errichtet. Danach diente insbesondere die große Halle des Palais Kunstausstellungen und zahlreichen anderen Veranstaltungen. 1964 beauftragte der damalige Kulturminister André Malraux den befreundeten Maler und Ausstellungskurator Reynold Arnold mit der Einrichtung von Räumen für Kunstausstellungen im Nordflügel des Palais. Diese als eine Art Kunsthalle fungierenden neu geschaffenen Galeries nationales sind über den Eingang am Square Jean Perrin an der Avenue du Général Eisenhower zu erreichen. Davor steht die Brunnenskulptur Miroir d’eau, la Seine et ses affluents von François-Raoul Larche.
Die erste Ausstellung in den Galeries nationales zeigte von Juni bis August 1966 unter dem Titel L’Art Nègre Kunst aus Subsahara-Afrika. Daran schloss sich die große Retrospective zum 85sten Geburtstag von Pablo Picasso an. Seit dieser Zeit fanden in den Räumen mehr als 250 Ausstellungen statt, die in der Regel von der Réunion des musées nationaux organisiert wurden, zu denen die Galeries nationales seit September 2005 auch administrativ gehören. 2011 fusionierte die Betreibergesellschaft des Gebäudes mit der Vereinigung der staatlichen zur neuen Réunion des musées nationaux et du Grand Palais des Champs-Élysées, so dass seither die Galeries nationales und die anderen Ausstellungsflächen des Grand Palais in einer Dachgesellschaft organisiert sind.
Besonders großen Zuspruch erhielt 1980 eine Schau zu Claude Monet mit 504.000 Besuchern. Zu den Retrospektiven zu Édouard Manet 1983 und Pierre-Auguste Renoir 1985 kamen jeweils mehr als 800.000 Besucher. Großen Zuspruch fanden in jüngerer Zeit die Ausstellung Picasso et les Maîtres, die 2008–2009 783.352 Besucher anzog und die Monet-Retrospektve 2011, zu der mehr als 913.000 Besucher strömten. Ebenfalls großes Interesse weckte 2012–2013 die Schau zu Edward Hopper, bei der 784.000 Besucher in die Galeries nationales kamen. Während der Sanierungsarbeiten des Grand Palais 2021–2024 zeigten die Galeries nationales vereinzelt Kunstausstellungen im Ausweichquartier Grand Palais Éphémère.

## Ausstellungen (Auswahl)
- 1966/1967: Pablo Picasso
- 1970: Hommage á Chagall (zu Marc Chagall)
- 1971: Francis Bacon
- 1973: Jean Dubuffet
- 1974: Centenaire de l’Impressionnisme (zur Malerei des Impressionismus)
- 1974: Les caravagesques français
- 1974: Joan Miró
- 1975: Max Ernst
- 1975/1976: Jean-François Millet
- 1977/1978: Gustave Courbet
- 1978/1979: Les frères Le Nain (zu den Brüdern Le Nain)
- 1978: Cézanne, les dernières années (1895 - 1906) (zu Paul Cézanne)
- 1980: Jacques-Henri Lartigue
- 1980: Claude Monet
- 1980: Alfons Mucha
- 1981: Thomas Gainsborough
- 1982/1983: Jean-Baptiste Oudry
- 1982/1983 Henri Fantin-Latour
- 1983: Manet (zu Édouard Manet)
- 1983 L’École de La Haye: Les maîtres hollandaise de 19ème siècle (zur Haager Schule)
- 1984/1985: Watteau 1684–1721 (zu Antoine Watteau)
- 1984/1985: Le douanier Rousseau (zu Henri Rousseau)
- 1986: De Rembrandt à Vermeer (zur niederländischen Malerei von Rembrandt van Rijn bis Jan Vermeer)
- 1988: Le Japonisme (zum Japonismus)
- 1988: Degas (zu Edgar Degas)
- 1989: Gauguin (zu Paul Gauguin)
- 1991: Seurat (zu Georges Seurat)
- 1991/1992: Géricault (zu Théodore Géricault)
- 1993: Le siècle de Titien (zu Tizian und der venezianischen Malerei)
- 1994: Impressionnisme: les origines, 1859 - 1869
- 1994/1995: Gustave Caillebotte
- 1995/1996: Paul Cézanne
- 1996/1997: Picasso et le portrait
- 1997/1998: Georges de La Tour
- 1998/199: Lorenzo Lotto
- 1999: Chardin (zu Jean Siméon Chardin)
- 2002/2003: Matisse–Picasso (zu Henri Matisse und Pablo Picasso)
- 2005/2006: Klimt, Schiele, Moser, Kokoschka – Vienne 1900 (zu Gustav Klimt, Egon Schiele, Koloman Moser, Oskar Kokoschka und die Künste in Wien um 1900)
- 2008: Marie-Antoinette
- 2008: Emil Nolde
- 2009: Raoul Marek
- 2009: Andy Warhol
- 2009: Picasso et les maîtres
- 2011: Odilon Redon
- 2011: Matisse, Cézanne, Picasso … L’aventure des Stein (zu Gertrude und Leo Stein und ihren Geschwistern)
- 2012/2013: Edward Hopper
- 2013/2014: Le feu sous la glace (zu Félix Vallotton)
- 2014: Robert Mapplethorpe
- 2014: Hokusai (zu Katsushika Hokusai)
- 2015: Diego Velázquez
- 2015/2016: Élisabeth Vigée-Lebrun
- 2016/2017: Hergé
- 2017/2018: Gauguin l’alchimiste. (zu Paul Gauguin)
- 2017/2018: Millet (zu Jean-François Millet)
- 2018: Kupka. Pionnier de l'abstraction. Retrospective (zu Frantisek Kupka)
- 2018: Michael Jackson
- 2017: Rodin. L’exposition du centenaire. (zu Auguste Rodin)[7]
- 2017/2018: Irving Penn
- 2019/2020: Greco (zu El Greco)
- 2020: Pompeji
- 2021: Anselm Kiefer. Pour Paul Celan (zu Anselm Kiefer im Grand Palais Éphémère)
- 2023/224: Juergen Teller, i need to live (zu Juergen Teller im Grand Palais Éphémère)